# Cautio fructuaria
Nel diritto romano la Cautio fructuaria, riferita a contesti di usufrutto, era una stipulatio pretoria che si imponeva all'usufruttuario a garanzia dell'adempimento dei suoi obblighi, che non comprendevano soltanto la restituzione della cosa, bensì anche il fatto che l'usufruttuario ne avrebbe usufruito boni viri arbitratu. 
Qualora l'usufruttuario si fosse immesso nell'uti frui senza prima avere prima prestato la cautio, il dominus avrebbe agito con una rei vindicatio, alla quale l'usufruttuario avrebbe risposto con una exceptio de re usus fructus nomine tradita per la cui iniquità sarebbe stata opposta dal proprietario una replicatio. 
In caso di alienazione della nuda proprietà l'acquirente avrebbe dovuto farsi prestare una nuova cautio. 